# Bramley, Surrey
Bramley är en ort och civil parish i Storbritannien.   Den ligger i grevskapet Surrey och riksdelen England, i den södra delen av landet, 50 km sydväst om huvudstaden London. Bramley ligger 46 meter över havet och antalet invånare är 4 107.
Terrängen runt Bramley är platt. Runt Bramley är det tätbefolkat, med 343 invånare per kvadratkilometer. Närmaste större samhälle är Woking, 13,8 km norr om Bramley. I omgivningarna runt Bramley växer i huvudsak blandskog.